# Irena Wojciechowska
Irena Zofia Wojciechowska (ur. 12 listopada 1933 w Wilnie, zm. 19 września 2019 we Wrocławiu) – polska geolog, profesor Uniwersytetu Wrocławskiego.

## Życiorys
Córka Stanisława i Heleny. Była absolwentką I Liceum Ogólnokształcącego we Wrocławiu. W 1955 ukończyła studia na Wydziale Nauk Przyrodniczych Uniwersytetu Wrocławskiego. Od 1954 pracował na macierzystej uczelni, w Instytucie Nauk Geologicznych. W 1962 obroniła pracę doktorską Budowa geologiczna krystalniku dorzecza Ścinawki Kłodzkiej napisaną pod kierunkiem Józefa Oberca. Stopień doktora habilitowanego otrzymała w 1974 na podstawie pracy Tektonika kłodzko-złotostockiego masywu granitoidowego i jego osłony w świetle badań mezostrukturalnych. Od 1977 kierowała nowo powstałym Zakładem Geologii i Dokumentowania Złóż. W 1984 otrzymała tytuł profesora. W latach 1991–1996 była dyrektorem Instytutu Nauk Geologicznych UWr.
Od 1994 była członkiem Komitetu Nauk Geologicznych PAN oraz Polskiego Towarzystwa Geologicznego.
Był odznaczona Złotym Krzyżem Zasługi, Krzyżem Kawalerskim Orderem Odrodzenia Polski oraz Medalem Komisji Edukacji Narodowej.